# Ernest Ibàñez Neach
Ernest Ibàñez Neach (Lleida, 1920 - ídem, 23 de març de 2011) va ser un pintor lleidatà. La seva trajectòria fa que sigui considerat un dels artistes més prolífics de la història de l'art lleidatà recent.
Deixeble de Josep Benseny, Ibàñez fou un dels fundadors del Cercle de Belles Arts de Lleida, a més de ser un dels inspiradors ideològics del Grup Cogul.
Iniciat en la pintura de la mà de Josep Barberà i Josep Benseny, Ibáñez també va destacar pel seu perfil docent: el 1953 obria la seva pròpia escola de dibuix i pintura, i el 1957 era nomenat professor de pintura del Cercle de Belles Arts de Lleida. L'any 1994 fou l'encarregat del taller d'expressió plàstica de l'escola municipal de Belles Arts de Lleida.
Pel que fa a la seva activitat creadora, Ibàñez va participar en nombroses exposicions individuals i col·lectives al llarg de la seva vida. Destaca la seva participació en la mostra del "Grup dels cinc", al costat de Marià Gomà, Manel Niubó, Ramon Fontova i Josep Barberà, o la seva presència a la Segona Biennal Hispano Americana (l'Havana 1953, Barcelona 1955). També va participar en una exposició del Cercle Maillol de Barcelona i va formar part del Moviment Artístic Mediterrani.
Ibàñez arribà a la seva plenitud als anys 60, quan s'introduí en l'informalisme i la pintura matèrica tot exposant a Barcelona al costat de Josep Guinovart, Joan-Josep Tharrats, Joan Vilacasas i Albert Ràfols Casamada i impulsant el naixement del Grup Cogul a Lleida.
Exemples de l'obra d'Ernest Ibáñez es conserven al MNAC, al Museu Morera de Lleida, a la Biblioteca Nacional de Madrid i a altres col·leccions espanyoles, americanes i daneses.

## Obra
Ernest Ibáñez és, sens dubte, un dels pintors amb una trajectòria més complexa i personal de tota la generació sorgida a l'ombra de Josep Benseny. Pintor prolífic i incansable experimentador, la seva producció abasta estils molt diferents i s'endinsa, fins i tot, en el camp de la literatura i la filosofia.